# Touch and Go!!
Touch and Go!! è un brano musicale di Megumi Hayashibara, scritto da Yuki Matsuura e Ritsuko Okazaki, e pubblicato come singolo il 3 novembre 1994 dalla Starchild. Il brano è stato incluso negli album della Hayashibara SpHERE e bertemu. Il singolo raggiunse la trentasettesima posizione della classifica settimanale Oricon, e rimase in classifica per due settimane, vendendo 16,450 copie. Touch and Go!! è stato utilizzato come prima sigla di chiusura dell'anime Blue Seed.

## Tracce
CD singolo KIDA-90
1. Touch and Go!! - 4:26
2. -Life- - 4:05
3. Touch and Go!! (Off Vocal Version) - 4:26
4. -Life- (Off Vocal Version) - 4:05

Durata totale: 17:05

## Classifiche
| Classifica (1994)                        | Posizione più alta |
| ---------------------------------------- | ------------------ |
| Giappone (Classifica settimanale Oricon) | 37                 |